# NGC 3311
NGC 3311 este o brightest cluster galaxy⁠(d) situată în constelația Hidra. A fost descoperită în 1835 de către John Herschel. Se află la o distanță de 42,07 de megaparseci de Pământ.